# Katarina Barley
Katarina Barley (sinh 19 tháng 11 năm 1968 ở Köln) là một chính trị gia và luật sư người Đức, hiện là Bộ trưởng Bộ Gia đình, Cao niên, Phụ nữ và Thiếu niên Liên bang trong Nội các liên bang của Angela Merkel, nhậm chức từ ngày 2 tháng 6 năm 2017. Bà còn giữ chức Bộ trưởng Bộ Lao động và Xã hội Liên bang vào ngày 28 tháng 9 năm 2017 khi Andrea Nahles từ chức để lãnh đạo các thành viên quốc hội của SPD .
Là thành viên của Đảng Dân chủ Xã hội Đức, bà đã từng là thành viên của Bundestag từ năm 2013 và là Tổng thư ký của đảng từ năm 2015 đến năm 2017. Bà có bằng cử nhân luật ở Pháp và Đức và lấy bằng tiến sĩ về luật châu Âu và trước đây từng là luật sư của công ty luật có uy tín Wessing & Berenberg-Gossler, sau đó là thẩm phán và là cố vấn pháp lý của chính phủ. Barley sinh ra là một công dân Anh và bây giờ giữ cả quốc tịch Đức và Anh.
Barley được đề cập như là một ứng cử viên cho chức vụ Bộ trưởng bộ Ngoại giao.